# 江东区厅站
江東區廳站（：／ Gangdong-gucheong yeok */?）是首都圈電鐵8號線沿線的一座地下車站，位於韓國首爾特別市江東區城內洞與松坡區風納洞的邊界。

## 車站構造
站體為2面2線側式月台的地下車站，候車月台設有月台幕門，並有5處出口。

### 月台配置
| 千戶 ↑     |
| \| 上      |
| ↓ 夢村土城 |

| 月台 | 路線           | 目的地                         |
| ---- | -------------- | ------------------------------ |
| 上行 | ●首爾地鐵8號線 | 千戶、岩寺、別內方向           |
| 下行 | ●首爾地鐵8號線 | 蠶室、可樂市場、福井、牡丹方向 |

## 歷史
- 1999年7月2日：落成啟用。

## 車站周邊
- 江東大路
- 江東區衛生所
- 江東區廳
- 江東區議會
- 首爾江東警察署
- 江東稅務署
- 松坡稅務署
- 奥林匹克大桥
- 奧林匹克公園
- 風納2洞派出所
- 江東CGV

## 圖片

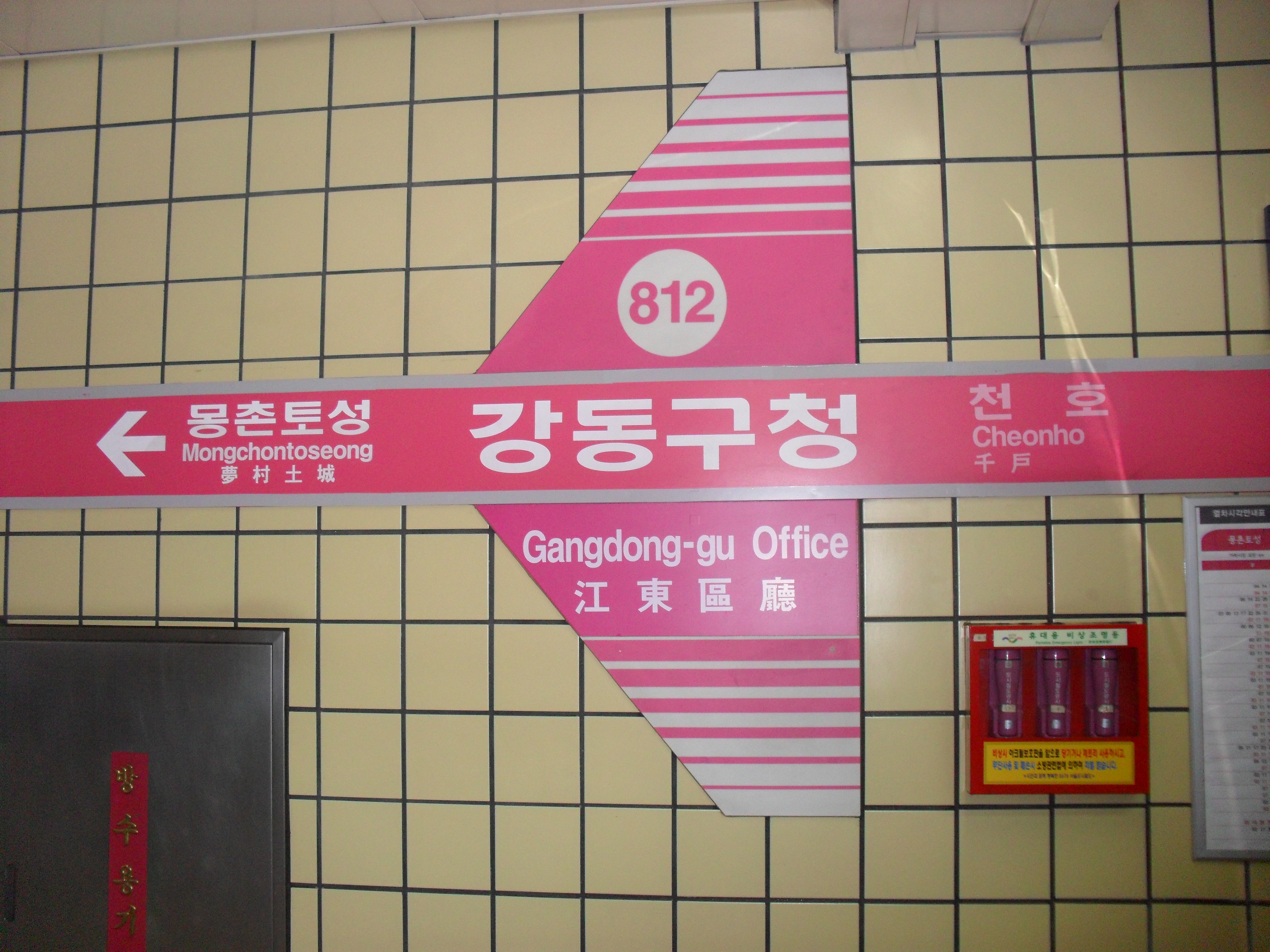
站名牌（舊式）
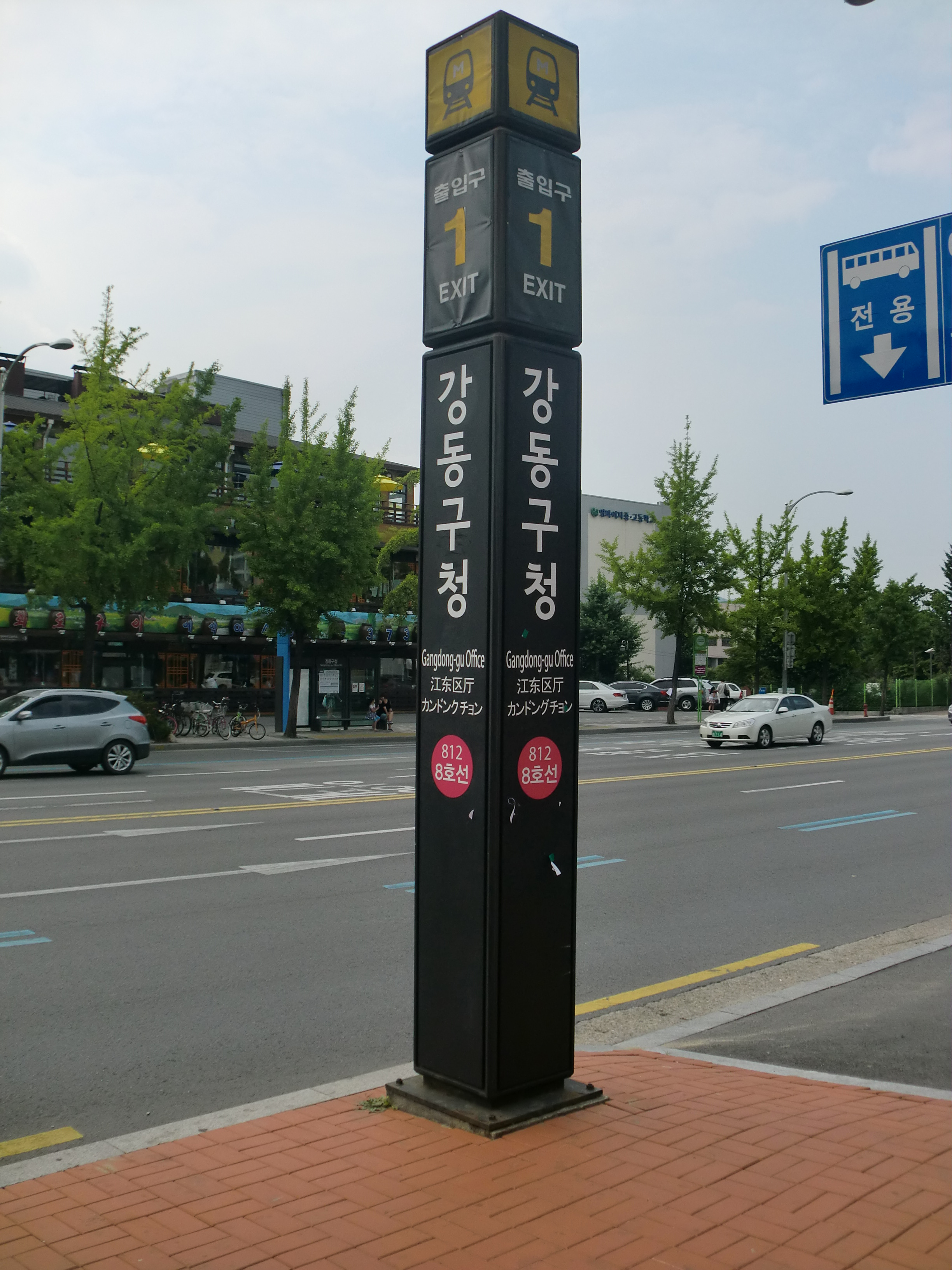
1號出口側柱站牌
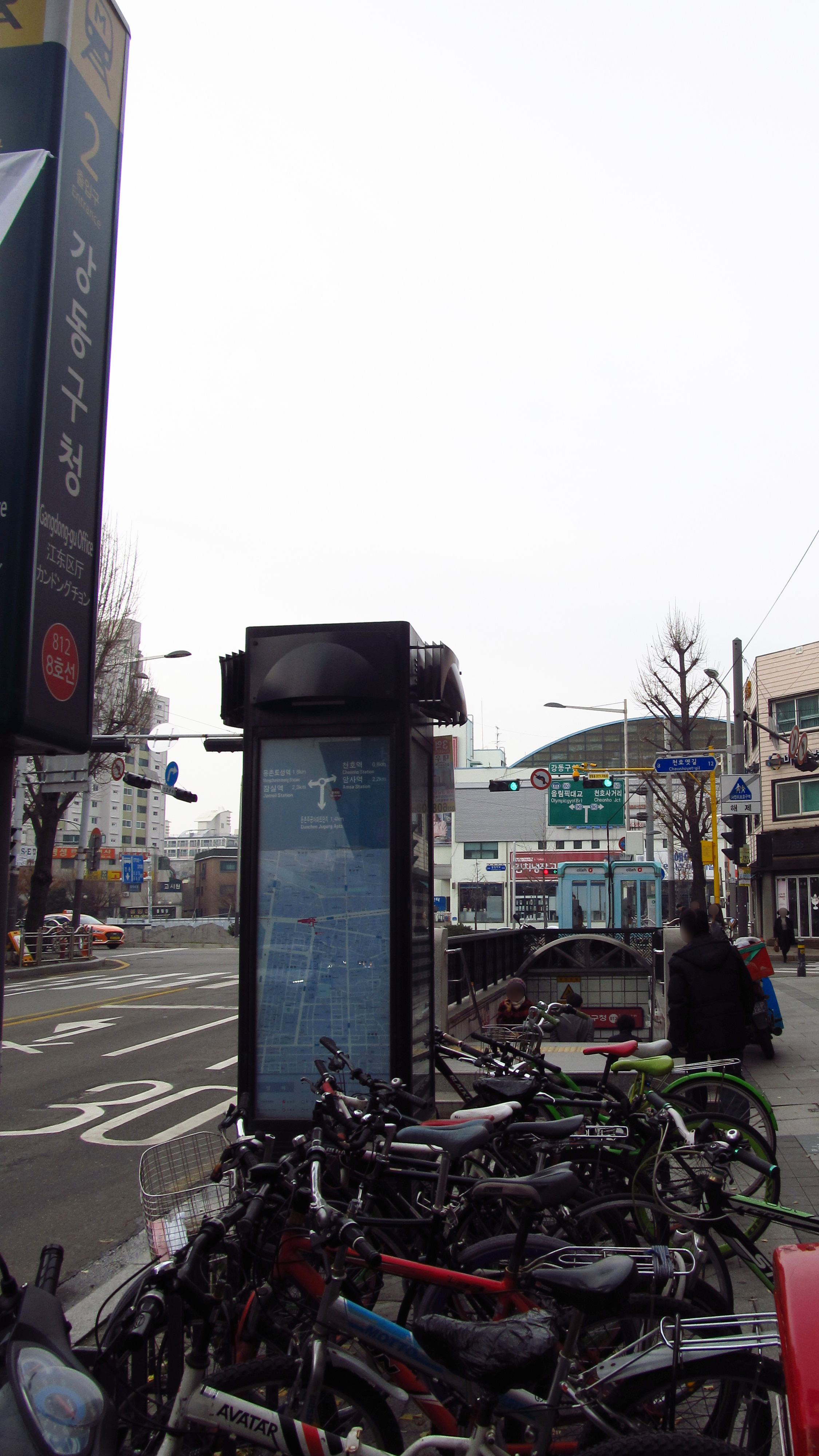
2號出口
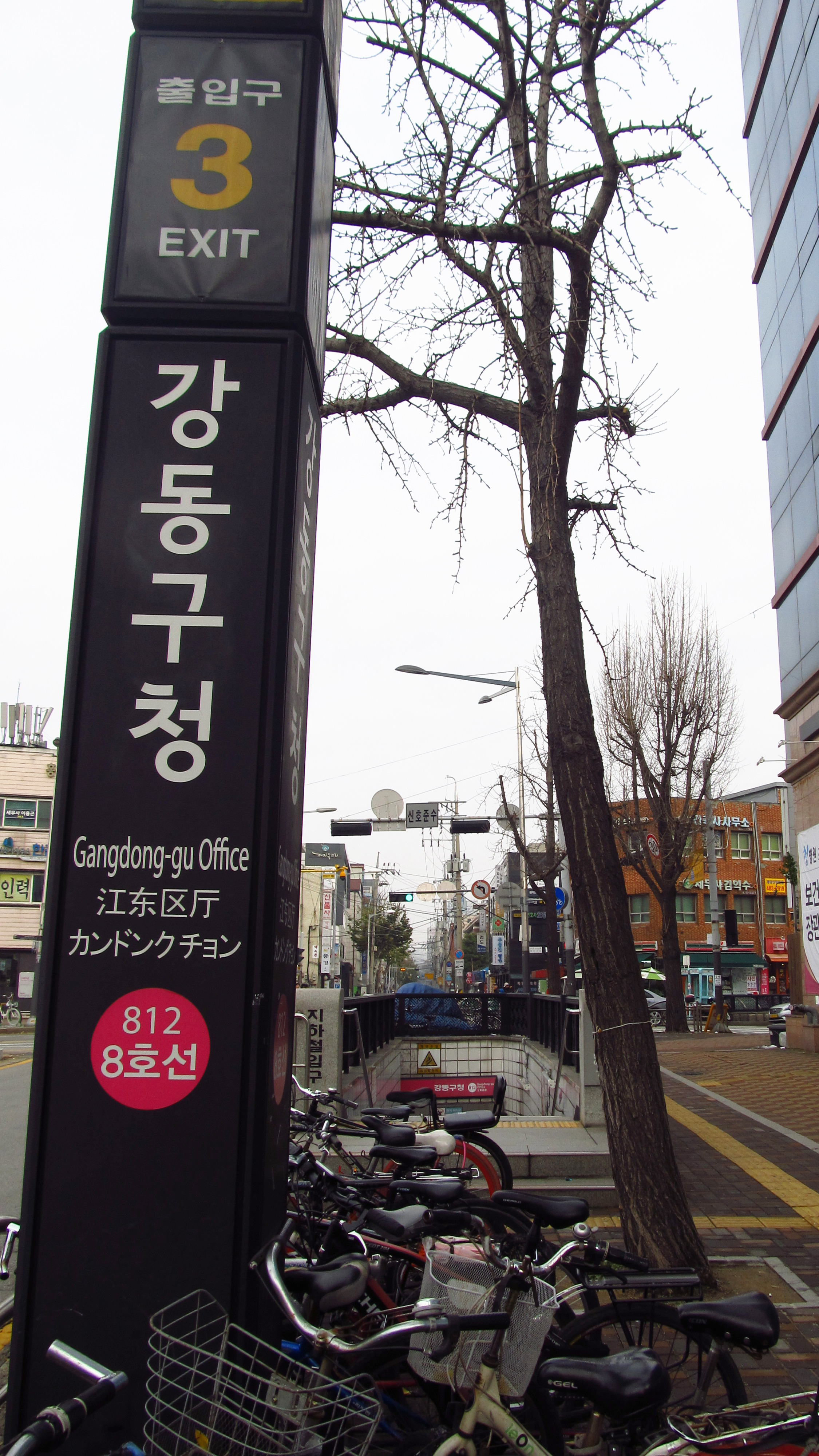
3號出口
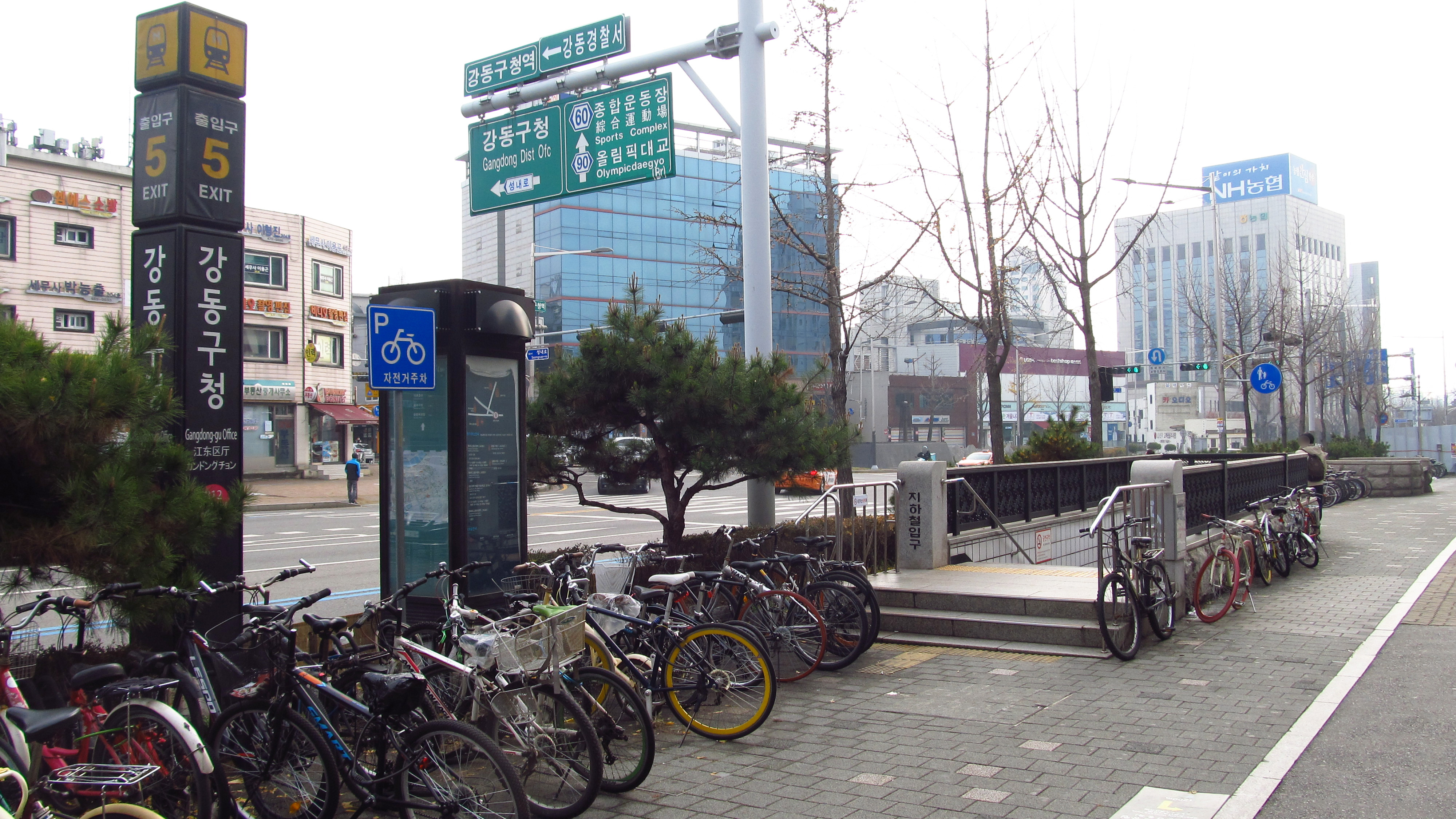
5號出口

## 相鄰車站
首爾交通公社
●首爾地鐵8號線
千戶（811）－江东區廳（812）－夢村土城（813）